# Parc de Beauregard
El Parque de Beauregard dispone de 7 hectáreas y está ubicado al noroeste de Rennes, a lo largo del paseo Emmanuel Le Ray. El parque fue diseñado por la agencia Hyl. En su interior se encuentra el Fondo Regional de Arte Contemporáneo de Bretaña (FRAC Bretagne), el Alignement du XXIe siècle de Aurélie Nemours y los dispositivos solares de David Boeno.
La fiesta del barrio de Beauregard se celebra en este parque desde el año 2003. Está organizado por la asociación Vivre à Beauregard.

## Ubicación
El parque se sitúa en el noroeste de la ciudad, en el distrito de Beauregard. Forma un rectángulo de más de 600 m de largo por 100 m de ancho, delimitando al oeste por la avenida André Malraux y al este por la avenida André Mussat . El paseo Louis Chouinard y el paseo Emmanuel Le Ray limitan, respectivamente, los lados norte y sur del parque.
El parque está íntegramente al descubierto y dispone de múltiples entradas por todos sus lados, conectando a través de las diversas calles residenciales que lo bordean.
Enclavado en una zona residencial, se puede acceder en transporte público gracias a las líneas de autobús C4, 12 y 14. Además, hay una estación de bicicletas públicas al sur del parque, en Cucillé.

## Historia
El parque de Beauregard abrió sus puertas en 2002, convirtiéndose en el primer parque de Rennes creado en el siglo XXI. Era parte integral del distrito de Beauregard, desarrollado en 1993.

## Descripción

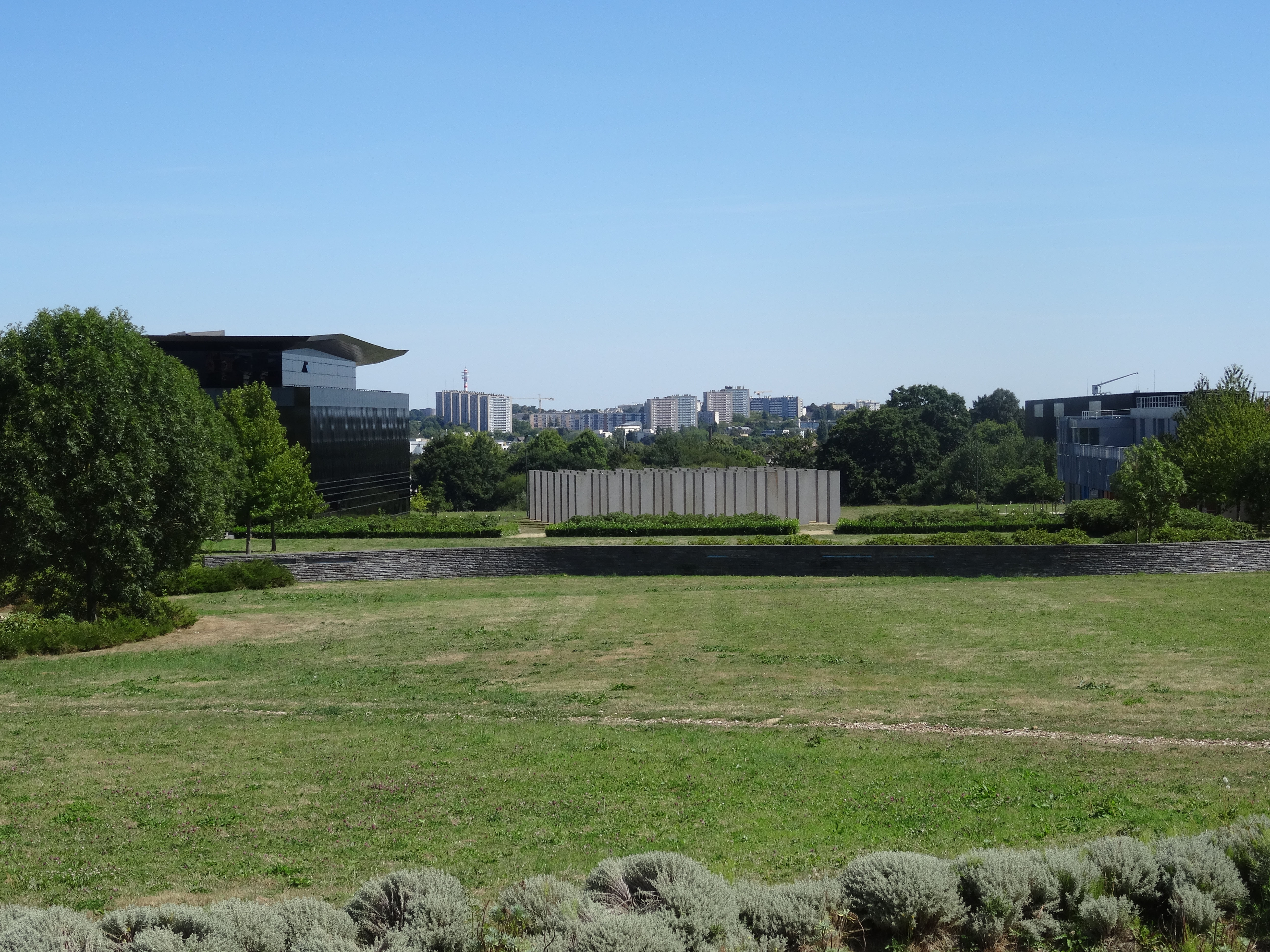
Parque Beauregard, al fondo las torres Gros-Chêne.

El parque fue diseñado por David Boeno como una sucesión de terrazas y se extiende a través de 6 hectáreas. El aprovechamiento de la luz solar está muy presente: en la Casa del parque (Maison du parc) hay un reloj solar y un dispositivo en el suelo en su parte central que permite interpretar la hora. La obra el alignement du XXIe siècle, radicado más al este, también contribuye a este tema, con una alineación que recuerda a las alineaciones megalíticas.
Asimismo, hay aparatos para hacer ejercicio en el centro del parque.

### Zona de poniente
En lo más alto del parque está la Casa del parque (Maison du parc), donde se halla la Sociedad Astronómica de Rennes.

### Zona de naciente
En la parte baja, hay dos instalaciones de arte contemporáneo.
- El Alignement du XXIe siècle, una obra concebida por la artista Aurélie Nemours e inaugurada en 2006.
- El Fondo regional de arte contemporáneo de Bretaña, que se trasladó de Châteaugiron a un edificio contiguo a la obra de Nemours, diseñado por Odile Decq e inaugurado en 2012 .

En el extremo sureste también encontramos Le Cadran, la concejalía de distrito de Beauregard.